# オール苫小牧
オール苫小牧（オールとまこまい）は、北海道苫小牧市に本拠地を置き、日本野球連盟に加盟する社会人野球のクラブチームである。

## 概要
北海道苫小牧市では、同市内にある王子製紙の苫小牧工場を拠点に王子製紙苫小牧が活動していたが、本社の活動方針の転換から野球部を愛知県春日井市の王子製紙春日井に一本化することとなり、2000年8月の都市対抗野球での敗退をもって廃部となった。
その後、50年以上の歴史を有していた同チームの後援会が中心となり、「苫小牧から硬式野球の灯を消さない」との思いから、クラブチームの『オール苫小牧』が設立された。王子製紙苫小牧に所属していた選手も中にはいるものの、現在はほとんどが地元の苫小牧や周辺の高校・大学を卒業した選手が占めている。
2005年、活動4年目にして全日本クラブ野球選手権大会に初出場を果たした。

## 設立・沿革
- 2000年 - 王子製紙苫小牧が廃部。同チームの後援会が中心となり『オール苫小牧』として創部。
- 2005年 - クラブ野球選手権に初出場（初戦敗退）。

## 主要大会の出場歴・最高成績
- 全日本クラブ野球選手権大会：出場2回
- ナショナルクラブベースボールシリーズ：出場2回、優勝1回（2006年）

## 元プロ野球選手の競技者登録
- 加藤謙如（元：横浜ベイスターズ） - 外野手（2002年～2004年）→退団